# George Roberts (Unternehmer)
George Rosenberg Roberts (* 14. September 1943 in Houston, Texas) ist ein US-amerikanischer Unternehmer. Roberts gehört zu den Gründern des US-amerikanischen Finanzunternehmens KKR. Er ist ein Cousin von Henry Kravis. Mit einem Privatvermögen von rund 6,5 Milliarden US-Dollar (Stand: Februar 2020) wurde er von dem Wirtschaftsmagazin Forbes an 317. Stelle der reichsten Menschen weltweit geführt.

## Leben
Roberts wurde in Houston, Texas, als Sohn einer jüdischen Familie geboren. Er besuchte das Claremont McKenna College, das er 1966 abschloss. Danach ging Roberts an die University of California, Hastings College of the Law, wo er 1969 seinen Studienabschluss erreichte.
Ein Großteil seines Vermögens entstammt dem Ausverkauf von Unternehmen durch KKR. Besonders bekannt ist der Fall des ehemaligen US-amerikanischen Unternehmens RJR Nabisco. In dem Buch und Film Barbarians at the Gate von Bryan Burrough und John Helyar ist Roberts ein Hauptcharakter.
Roberts war verheiratet und hat drei Kinder aus dieser Ehe.